# 济南水务供水史馆
济南水务供水史馆，又称济南供水历史博物馆，筹建期间也曾被称为济南供水博物馆、济南水务史料馆等，济南水务集团建立的一座供水主题展馆，2014年建成，位于山东省济南市燕子山路35号济南水务集团客户服务大厅二楼。

## 历史

### 筹建
2011年处，为纪念济南市供水75周年，济南水业集团拟筹建济南供水博物馆，并向全市征集供水史料。2011年6月，济南水业集团正式更名为“济南水务集团”。2011年11月，济南水务集团网站改版，其中包括新增网上供水史馆内容，以图片的形式向公众展示济南水务75年的发展历程。
2013年5月21日，济南市档案局局长率队到济南水务集团公司调研，双方就建设济南水务史料馆事宜进行洽谈。其时，筹建中的济南水务史料馆正在进行改造。济南市档案局表示支持史料馆建设，将积极为建馆提供档案资料，争取将其建成反映济南水务集团乃至整个城市发展轨迹的重要基地。

### 开馆后
2014年12月，济南供水史馆在燕子山路济南水务集团客户服务中心正式开馆，是山东省首家供水主题历史展馆。史馆共由3部分组成，分别为主展馆、辅馆和体验馆。通过老物件、老照片、证书、奖状、文件、表单等史料来展现济南从1934年开始的供水、饮水历史。馆藏史料大多来自济南水务集团档案馆和济南市档案馆。同时，济南水务集团也通过媒体继续征集与供水、用水有关老物件、老照片和文献资料。供水史馆开馆后进行试运行，并于2015年3月22日世界水日接待《小主人报》济南站的33名小记者参观。
2015年4月3日，是济南水务供水史馆的首个市民开放日，60位老龄委泉映晚霞骑游队的老人参观探访该馆。2016年11月，网络全景“供水史馆”正式开通，公众只要通过关注济南水务集团微信等方式在网上参观。
2018年初，水务集团为对供水史馆进行升级改造，再次征集供水史料。2018年3月22日世界水日，供水史馆经过近半年的补充完善后重新开放，通过老照片、历史文件、微缩群雕、3D影像、历史文物、触摸式信息展示屏等形式回顾济南80年供水史。2018年4月，网上供水史馆也随之升级。2022年9月，济南水务供水史馆VR云展厅上线。

## 展览
济南水务供水史馆内设有序厅、泉汇自来、似水流年、源来如此、润泽有道五个展厅。通过老照片、历史文件、文献、档案及影视和音响设备，讲述出济南城市供水的发展历史。馆内通过时间纵线与业务横面的结合，用四个篇章来展示济南供水近90年的发展历史。同时，该馆还利用声、电、光等技术展示有自来水生产的流程、供水管网的建设、水厂工艺处理、泉水直饮、营商环境、二次供水、智慧水务、整合发展等内容。

## 相关
2022年，济南水务供水史馆入选济南市首批新时代文明实践基地。此外，它还是山东省、济南市少先队校外实践教育基地。